# エアメール・スペシャル
『エアメール・スペシャル』は、1981年5月21日にリリースされた久保田早紀（現・久米小百合）の4枚目のアルバム。

## 収録曲
全作曲:久保田早紀／編曲:萩田光雄（特記以外）

### SIDE A
1. プロローグ (2分30秒)
  - 作詞:久保田早紀／編曲:佐藤準
2. オレンジエアメール・スペシャル (3分48秒)
  - 作詞:山川啓介
3. キャンパス街'81 (4分38秒)
  - 作詞:山川啓介
4. 日本の子供達 (3分31秒)
  - 作詞:久保田早紀
5. 1999 (3分33秒)
  - 作詞:久保田早紀／編曲:佐藤準

### SIDE B
1. アミューズメント・ゾーン (4分14秒)
  - 作詞:川田多摩喜
2. 上海ノスタルジー (3分59秒)
  - 作詞:川田多摩喜／編曲:萩田光雄
3. アンニュイ (4分47秒)
  - 作詞:久保田早紀
4. パノラマ (4分39秒)
  - 作詞:久保田早紀／編曲:佐藤準
5. 長い夜 (4分15秒)
  - 作詞:川田多摩喜

## 発売履歴
| 発売日        | レーベル        | 規格         | 規格品番   | 備考                                   |
| ------------- | --------------- | ------------ | ---------- | -------------------------------------- |
| 1981年5月21日 | CBSソニー       | LP           | 28AH 1266  |                                        |
| 1981年6月21日 | CBSソニー       | LP           | 30AH 1203  | マスターサウンド。                     |
| 1981年5月21日 | CBSソニー       | CA           | 28KH 991   |                                        |
| 1991年9月15日 | CBSソニー       | CD           | SRCL-2095  | CD選書シリーズ。                       |
| 2007年5月9日  | GT Music        | CD           | MHCL 1066  | 2007年リマスター版、紙ジャケット仕様。 |
| 2013年4月10日 | GT Music        | Blu-spec CD2 | MHCL 30145 | 名盤復刻シリーズ、2013年リマスター版。 |
| 2020年1月31日 | Sony Music Shop | Blu-spec CD2 | DQCL-772   | 2019年リマスター版、紙ジャケット仕様。 |